# 广安县 (四川省)
广安县，1913年（中华民国二年）废州改县至1998年被中华人民共和国撤县设区之间存在的四川省县份，行政区域为今四川省广安市的广安区、前锋区全境和华蓥市部分地区。
前身是广安州，辛亥革命后，全国废府州厅改县，于1913年改为广安县，隶川北道。1914年，改川北道为嘉陵道，仍隶之。1935年，属四川省第十行政督察区。1949年11月，中国人民解放军发起西南战役，随着中華民國國軍战败，中华民国政府对四川省的管辖随之结束。12月9日，中国农工民主党党员刘伦，冒称中国人民解放军进入广安县，宣布广安县“解放”。当日中午，解放军四野50军第39师50团进入广安县城。
1950年，广安县属川东行政区的大竹专区。1953年，归入南充专区、南充地区。1978年，以广安县和岳池县划出的16个乡镇，置华蓥工农示范区（今华蓥市）。1993年，归入广安地区。1998年，广安地区改广安市，广安县改为广安区。2013年，广安区的奎阁街道和七个镇、五个乡划归前锋区。